# Coll de la Menta
El Coll de la Menta és una collada dels contraforts nord-orientals del Massís del Canigó, a 1.950,3 metres d'altitud, del terme comunal de Pi de Conflent, a la comarca del Conflent, de la Catalunya del Nord. Està situat al nord-oest del terme de Pi de Conflent, a prop del termenal amb Nyer. És en el vessant oriental del Serrat de la Menta; en els seus vessants s'inicien el Còrrec de l'Orri (nord-est), de l'Estalella (sud-est) i de Rata Negada (sud).